# Bayan Yanı
Pour les articles homonymes, voir Bayan (homonymie).
Bayan Yanı est un mensuel satirique et féministe turc lancé en mars 2011. Six ans après son lancement, la circulation du journal s'élève à 50 000 exemplaires, ce qui serait assez élevé pour la Turquie.

## Histoire
Le premier numéro de ce journal devait être un numéro unique édité à l'occasion de la Journée internationale des femmes en 2011.Le magazine est populaire et est converti en un mensuel. Aux débuts, c'est un homme qui éditait, puis plus tard, il est rapporté que le magazine a été créé par e-mail sans spécifier les noms des personnes impliquées. Les personnes qui y contribuent sont connues également pour leur travail auprès de la presse satirique turque. Le magazine est dirigé par Ezgi Aksoy and Feyhan Güver. L'équipe est majoritairement féminine, mais un des contributeurs principaux est un homme. 20 membres de l'équipe portent des jeans plutôt que des foulards. En 2011, le magazine a un tirage de 50 000 exemplaires et un budget de 30,000 $. En 2017, le journal a 240 000 abonnés sur FaceBook.
Bayan Yanı veut dire "Mademoiselle" mais se traduit par  "le siège derrière une femme dans les transports publics" et se réfère à une règle dans les bus qui interdit aux hommes et aux femmes qui n'ont pas de liens familiaux de s'asseoir l'un à côté de l'autre. Cette règle a pour conséquence que de personnes se voient refuser un ticket malgré les places disponibles parce que leur genre ne permet pas d'obtenir une paire dans la configuration. Le magazine ne cible pas uniquement le public féminin, et dans les faits des lecteurs ont demandé que le titre du magazine soit changé afin de leur éviter l'embarras d'avoir à acheter un magazine féminin. La plupart des autres magazines turques exploitent des femmes afin d'augmenter leurs revenus. Bayan Yani se préoccupe de ces sujets parce qu'ils sont ceux que les personnes qui contribuent au journal expérimentent.
Les personnes contribuant au journal savent qu'elles font face à des menaces d'arrestation en Turquie. Leurs bureaux ont été visités par des gens portant des jerrycan de pétrole et les autorités se sont rendues sur place pour tenter de faire arrêter les publications du magazine. 150 personnes travaillant dans le domaine des médias ont été arrêtées, incluant le dessinateur Musa Kart, détenu dans des locaux proches de l'endroit où Bayan Yani a été créé.